# Palagonia

Ubicació de Palagonia dins de la província

Palagonia (sicilià Palagunìa) és un municipi italià, dins de la ciutat metropolitana de Catània. L'any 2008 tenia 16.452 habitants. Limita amb els municipis de Lentini (SR), Militello in Val di Catania, Mineo i Ramacca.

## Administració
| Període | Identitat            | Partit |
| ------- | -------------------- | ------ |
| 2008-   | Francesco Calanducci | Centre |

## Personatges il·lustres
- Saverio Sinatra, pare de Frank Sinatra, era originari de Palagonia.